# عبدالله عدل اسفندیاری
میرزا عبدالله خان عدل‌السلطنه اسفندیاری (۱۳۰۴ قمری - ۱۳۴۲ خورشیدی) از کارگزاران اقتصادی و دولتمردان دوره‌های قاجار و پهلوی و نماینده مجلس شورای ملی بود. 
پدرش میرزا حسین خان سردار نصرت از خاندان اسفندیاری و رجال نامدار کرمان بود. تحصیلاتش را در کرمان آغاز و در مدرسه آمریکایی تهران به پایان برد. ابتدا در مالیه (دارایی) کرمان مشغول به کار شد و رئیس تجدید مالیه ایالت کرمان و بلوچستان شد. سپس حاکم جیرفت  و پس از آن نماینده بم در دوره چهارم مجلس شورای ملی شد (۱۳۰۰ تا ۱۳۰۲ خورشیدی). 
عدل‌السلطنه پس از پایان دوره نمایندگی، منشی مخصوص وزیر فوائد عامه و پس از آن رئیس اداره آمار و احصائیه کرمان و یزد شد. سپس به تهران رفت و ریاست اداره کارگزینی وزارت کشاورزی را به عهده گرفت. بعد از آن فرماندار بم و سپس فرماندار کاشان. دوباره به زادگاهش برگشت و فرماندار کرمان و معاون استاندار کرمان شد. 
در سال ۱۳۲۶ خورشیدی، برادرش میرزا حسن خان مرآت‌السلطنه که نماینده سیرجان در دوره پانزدهم مجلس شورای ملی بود درگذشت و او در انتخابات میان‌دوره‌ای که در اسفند آن سال برگزار شد به جای برادرش انتخاب شد و اوائل سال بعد به مجلس رفت.
یکی از پسرانش منصور عدل اسفندیاری در وزارت خارجه به کنسولی ایران در کویته پاکستان، بن و لنینگراد رسید. پسر دیگرش احمد اسفندیاری از پیشگامان نقاشی مدرن ایران بود  و برادرزاده‌اش محسن مرآت اسفندیاری نماینده مجلس و سفیر ایران در کانادا، اسپانیا و لهستان شد. دکتر مصدق عموی ناتنی او بود.